# هوسمانیت
هوسمانیت  (به انگلیسی: Hausmannite) با فرمول شیمیایی Mn3O4 از مجموعه کانی هاست و از نام کانی‌شناس آلمانی هوسمان Hausmann اخذ شده‌است. محلول در HCl Mn:۷۲٪ O:۲۸٪ برای اولین بار در آلمان غربی کشف شد و از نظر شکل بلور: بی پیرامیدال - پسودواکتائدر - ماکله، رنگ: سیاه، شفافیت: کدر(اپاک)، شکستگی: نامنظم، جلا: نیمه فلزی - فلزی، رخ: کامل، سیستم تبلور: کوادراتیک و در رده‌بندی اکسید است همچنین خاصیت مغناطیسی ندارد و منشأ تشکیل آن دگرگونی - دگرسانی - هیدروترمال است.
همایند کانی‌شناسی (پارانژ) آن چگالی - رنگ اثر خط - خاصیت مغناطیسی پسیلوملان - ماگنتیت- دولومیت- باریت- پسیلوملان و غیره است.
، از نظر ژیزمان بلوری - آگرگات دانه‌ای - توده‌ای - پسودومرف کمیاب است و بیشتر در آلمان شرقی، URSS، برزیل، آمریکا و هند یافت می‌شود.